# 気まぐれハーベスト・ホーム
『気まぐれハーベスト・ホーム』（きまぐれハーベスト・ホーム）は光文社で単行本が出版された山本直樹の青年漫画作品。

## 収録
- 気まぐれハーベスト・ホーム
- 私の青空
- 帰ってきた男
- ダブル・ヘリックス
- ごめんね、暗くって　Part1　あなたに似た人
- ごめんね、暗くって　Part2　昨夜の出来事
- いちこさん探偵帳
- 合い言葉はAXXX
- (山本直樹のあとがき)

## 単行本
全1巻 (A5)。
- 1987年8月31日発行 ISBN 9784334800284